# Batalha de Palikao

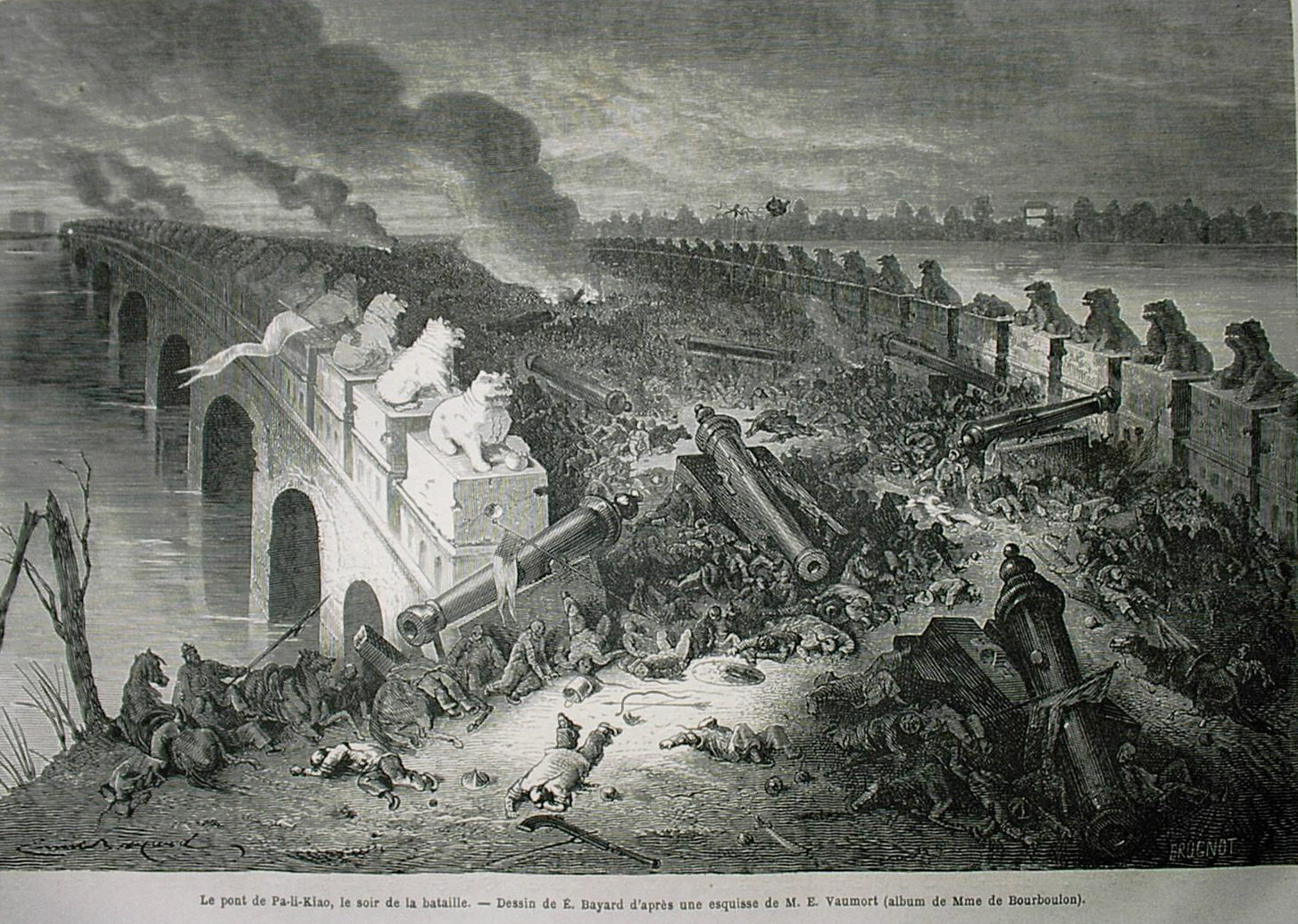
Ilustração sobre os combates na ponte de Palikiao, durante a Segunda Guerra do Ópio, em 1860

A Batalha de Palikao (em chinês 八里桥之战) foi uma batalha decisiva organizada pelas tropas inglesas e francesas durante a expedição anglo-francesa na China, durante a Segunda Guerra do Ópio, ocorrida na manhã de 21 de setembro de 1860, que incorreu na tomada de Pequim e na queda a Dinastia Qing.

## O conflito
O combinado anglo-francês que recentemente tinha ocupado Tianjin entrou em conflito em Palikao com um exército chinês formado por 30 mil soldados. Desfalcados por diversas baixas, o exercício chinês não conseguiu conter a invasão estrangeira em Pequim.
O general mongol Sengge Rinchen teria visto cerca de 10 mil integrantes de sua tropa, incluindo a cavalaria de elite mongol, serem aniquilados no conflito com as forças aliadas.
Os britânicos e os franceses, entretanto, estimaram baixas de 25 mil homens. Os franceses, liderados por Charles Guillaume Cousin-Montauban, perderam mil soldados. Em ocasião da batalha, o francês recebeu o título de Conde de Palikao, concedido por Napoleão III. Os britânicos foram comandados pelo general James Hope Grant.

## Resultados
Com o exército Qing devastado, o imperador Xianfeng deixou a capital e o posto de comando e de negociação ao irmão dele, príncipe Gong.
Os anglo-franceses invadiram Pequim em 6 de outubro e começaram a saquear o Palácio de Verão e o Antigo Palácio de Verão.
Harry Smith Parkes liderou a libertação dos prisioneiros diplomáticos que sobreviveram e Lord Elgin ordenou que o Palácio de Verão fosse queimado, o que aconteceria em 18 de outubro.
A destruição da Cidade Proibida foi discutida e proposta por Lord Elgin para desencorajar os chineses a usá-la para obter lucros ilegalmente, mas foi usada para festejar a libertação de seus prisioneiros.
A corte Qing concordou em pagar indenizações e aceitar as exigências diplomáticas estrangeiras, inclusive com a liberalização do comércio do ópio.